# Exoprosopa sigmoidea
Exoprosopa sigmoidea är en tvåvingeart som beskrevs av Mario Bezzi 1912. Exoprosopa sigmoidea ingår i släktet Exoprosopa och familjen svävflugor. Inga underarter finns listade i Catalogue of Life.